# ساري غوني (سهند أباد)
ساري غوني (بالفارسية: ساری‌گونی) هي منطقة سكنية تقع في إيران في قسم سهند أباد الريفي. يقدر عدد سكانها بـ 50 نسمة .